# Goudkoorts

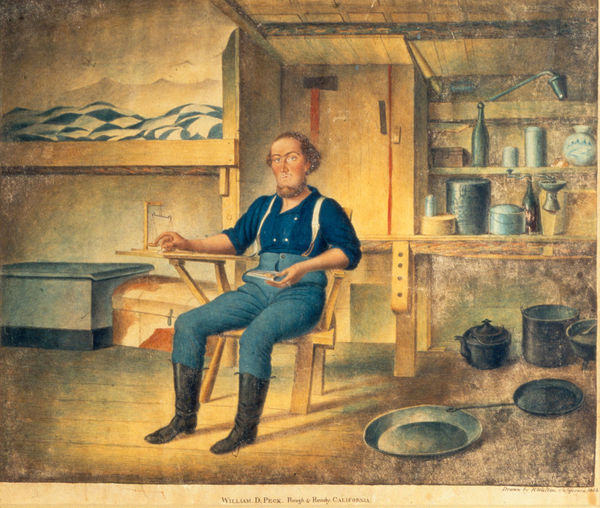
Een goudzoeker in Californië, door Henry Walton, ca. 1853

Goudkoorts is een koortsige opgewondenheid bij goudzoekers en beursspeculanten, die ontstaat als zij vermoeden snel rijk te kunnen worden door goud te vinden, respectievelijk koerswinst te boeken.
Als veel goudzoekers worden aangestoken met goudkoorts kan een grootschalige, stormachtige migratie van mensen naar recent ontdekte goudvelden ontstaan; een goldrush of goudjacht. Vanaf de 17de tot de 19de eeuw gebeurde dat bijvoorbeeld in Argentinië, Australië, Brazilië, Canada, Chili, Nieuw-Zeeland, Verenigde Staten en Zuid-Afrika. Goldrushes die veel media-aandacht hebben gekregen zijn de Californische goldrush en de Goldrush van Klondike.
Beursspeculanten die besmet zijn met goudkoorts nemen vaak grote risico's in de hoop dat de koers zal blijven stijgen. Een klassiek voorbeeld is de manipulatie van de goudprijs in 1869 in de Verenigde Staten. Twee speculanten slaagden erin de goudprijs zover omhoog te jagen dat de beurs ontwricht raakte. Dat gebeurde op 24 september van dat jaar. Die dag staat te boek als black friday, omdat de goudspeculatie dreigde uit te lopen op een catastrofe voor de gehele Amerikaanse economie.
De term 'goudkoorts' wordt ook algemeen gebruikt als sprake is van een overdreven zucht om snel rijk te worden, bijvoorbeeld tijdens de tulpenmanie. Een recenter voorbeeld is de internetzeepbel; na het uiteenspatten ervan ontstond een wereldwijde lichte recessie.